# وليام دوبارديو
وليام دوبارديو (بالفرنسية: Guillaume Depardieu )‏ (و. 1971 – 2008 م) هو ممثل أفلام، وممثل، من فرنسا، ولد في باريس، توفي عن عمر يناهز 37 عاماً، بسبب ذات الرئة.

## وصلات خارجية
- وليام دوبارديو على موقع IMDb (الإنجليزية)
- وليام دوبارديو على موقع روتن توميتوز (الإنجليزية)
- وليام دوبارديو على موقع ألو سيني (الفرنسية)
- وليام دوبارديو على موقع ميوزك برينز (الإنجليزية)
- وليام دوبارديو على موقع أول موفي (الإنجليزية)
- وليام دوبارديو على موقع قاعدة بيانات الأفلام السويدية (السويدية)
- وليام دوبارديو على موقع ديسكوغز (الإنجليزية)
- وليام دوبارديو على موقع قاعدة بيانات الفيلم (الإنجليزية)
- وليام دوبارديو على موقع كينوبويسك (الروسية)